# Літо закінчується восени
«Літо закінчується восени» («Vasara baigiasi rudenį») — радянський художній фільм 1981 року, знятий режисером Гітісом Лукшасом на Литовській кіностудії.

## Сюжет
Вілюс виріс без батька, котрий сидів у в'язниці за аварію. Після визволення той повернувся не одразу, а коли приїхав, дружина вже померла. Знявши кімнату у молодої вдови, батько та син почали жити і працювати разом — троє самотніх людей під одним дахом. І батько, і син полюбили цю жінку. Вона вибрала сина, і батько вважав за краще піти, щоб не бути їм на заваді. Але син має незабаром піти в армію.

## У ролях
- Вайва Майнеліте — Мілда
- Валентинас Масальскіс — Вілюс Якімкус
- Альгімантас Масюліс — Якімкус
- Юстина Ширвінскайте — Лаймут, дочка Мілди
- Вальдас Жільонас — епізод
- Віолетта Балюнайте — епізод
- А. Баранаускас — епізод
- Л. Давидоніте — епізод
- Й. Нарушявічюс — епізод
- Р. Пукіс — епізод
- Стасіс Пятраускас — епізод
- Нійоле Нармонтайте — епізод

## Знімальна група
- Режисер — Гітіс Лукшас
- Сценарист — Ромуальдас Ґранаускас
- Оператор — Рімантас Юодвалькіс
- Композитор — Бронісловас-Вайдутіс Кутавічюс
- Художник — Галюс Клічус